# Margarita Ignatjeva
Margarita Ignatjeva (* 25. Juni 2001) ist eine lettische Tennisspielerin.

## Karriere
Ignatjeva begann im Alter von sieben Jahren mit dem Tennissport. Auf Turnieren der ITF Women’s World Tennis Tour gewann sie bislang vier Doppeltitel.

## Turniersiege

### Doppel
| Nr. | Datum            | Turnier            | Kategorie | Belag             | Partnerin             | Finalgegnerinnen                       | Ergebnis          |
| --- | ---------------- | ------------------ | --------- | ----------------- | --------------------- | -------------------------------------- | ----------------- |
| 1.  | 2. November 2019 | Stockholm          | ITF W15   | Hartplatz (Halle) | Jekaterina Kasionowa  | Jacqueline Cabaj Awad Oona Orpana      | 2:6, 7:65, [10:4] |
| 2.  | 6. Mai 2023      | Kuršumlijska Banja | ITF W15   | Sand              | Anastassija Suchotina | Elena Micic Anja Stanković             | 7:5, 6:1          |
| 3.  | 22. März 2025    | Iraklio            | ITF W15   | Sand              | Elena Korokozidi      | Simona Ogescu Ioana Teodora Sava       | ohne Spiel        |
| 4.  | 29. März 2025    | Iraklio            | ITF W15   | Sand              | Elena Korokozidi      | Marianne Argyrokastriti Dimitra Pavlou | 6:4, 6:2          |